# Універмаг

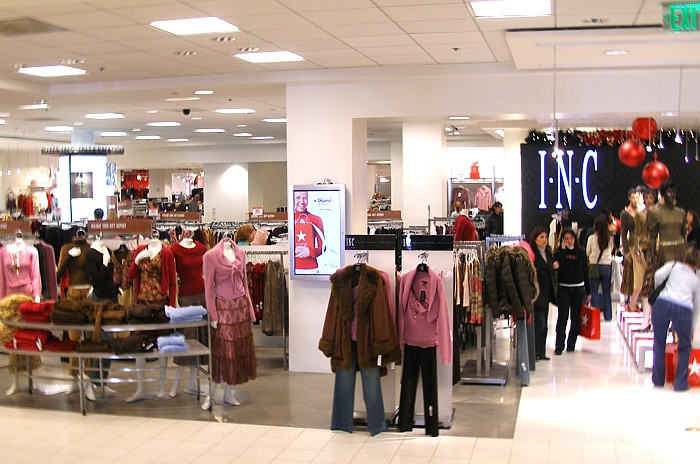
Інтер'єр універмагу у Каліфорнії, США

Універмаг — різновид універсальної крамниці з торговельною площею не менш 2500 кв. м, у якому здійснюється торгівля універсальним асортиментом непродовольчих товарів, можуть бути відділи з продажу продовольчих товарів та надаватись додаткові послуги населенню. Торгівля окремими асортиментними групами здійснюється через відокремлені відділи та секції. Порівняно з іншими типами крамниць універмаги мають вищу рентабельність[джерело?]. Наявність в універмазі великого асортименту товарів дає змогу споживачам купити в одному приміщенні усі потрібні товари з мінімальною витратою часу.
Універмаг — тип підприємства торгівлі — неспеціалізована крамниця з широким асортиментом різних видів товарів. Зазвичай у кожного відділу або поверху універмагу є своя каса. Іноді складно провести різницю між спеціалізованою крамницею та універмагом. Спеціалізована крамниця — підприємство торгівля, у якому типи продуктів, що продаються, пов'язані один з одним (наприклад, крамниця, що продає меблі, покриття для підлоги, килими, домашній текстиль, скляний посуд чи одяг, взуття, побутову електроніку, комп'ютери, програмне забезпечення, компакт-диски та DVD-диски тощо).

## Україна
Станом на 1978 рік в УРСР було 914 універмагів, з них 767 у системі споживчої кооперації. Тільки 147 універмагів системи державної торгівлі відповідали тогочасним нормам крамниць (понад 1 000 м² площі). Універмаги були лише у кожному третьому місті УРСР. Першим Універмагом з самообслуговуванням в Україні і в СРСР був ЦУМ у Вінниці (1969).
Найбільшими універмагами сьогодні є Універмаг «Україна» (Київ), Київський ЦУМ, «Білий лебідь» у Донецьку тощо.

## Універмаги в інших країнах світу
Серед найвідоміших в Європі універмагів: Галерея Лафайєт (Galeries Lafayette, Париж), Ель Корте Інґлес (El Corte Inglés, Мадрид), Harrods (Лондон), КаДеВе (KaDeWe, Kaufhaus des Westens, Берлін) та ін.